# Deutsche Fußballmeisterschaft 1985 (Frauen)
Die deutsche Fußballmeisterschaft 1985 der Frauen war die zwölfte deutsche Fußballmeisterschaft, die der DFB seit 1974 im Frauenfußball ausrichtete. Deutscher Meister im Frauenfußball wurde 1985 der KBC Duisburg. Im Finale schlug man Bayern München mit 1:0. Für den KBC war es der erste und einzige Meistertitel.

## Teilnehmer
Folgende Mannschaften hatten sich als beste Mannschaft ihres Landesverbandes für die Endrunde qualifiziert:
| Regionalverband Nord | Regionalverband West                                                                           | Regionalverband Südwest                                                              | Regionalverband Süd | Berlin          |
| --- | ---------------------------------------------------------------------------------------------- | ------------------------------------------------------------------------------------ | --- | --------------- |
| - Bremen: Polizei SV Bremen - Hamburg: FSV Harburg - Niedersachsen: VfL Wittekind Wildeshausen - Schleswig-Holstein: TSV Wentorf | - Mittelrhein: SSG 09 Bergisch Gladbach - Niederrhein: KBC Duisburg - Westfalen: FC Schalke 04 | - Rheinland: TuS Ahrbach - Saarland: VfR 09 Saarbrücken - Südwest: TuS Niederkirchen | - Baden SC Klinge Seckach - Bayern Bayern München - Hessen: FSV Frankfurt - Südbaden: TuS Binzen - Württemberg: SV Eintracht Stuttgart | - BFC Meteor 06 |

## Übersicht
|  | Achtelfinale        | Achtelfinale       | Achtelfinale |                    |   | Viertelfinale | Viertelfinale | Viertelfinale |  |  | Halbfinale | Halbfinale | Halbfinale |  |  | Finale | Finale |  |
|  |                     |                    |              |                    |   |               |               |               |  |  |            |            |            |  |  |        |        |  |
|  | FSV Frankfurt       | 3                  | 3            |                    |   |               |               |               |  |  |            |            |            |  |  |        |        |  |
|  | VfL W. Wildeshausen | 3                  | 0            |                    |   |               |               |               |  |  |            |            |            |  |  |        |        |  |
|  | VfL W. Wildeshausen | 3                  | 0            | FSV Frankfurt      | 1 | 0             |               |               |  |  |            |            |            |  |  |        |        |  |
|  |                     |                    |              | FSV Frankfurt      | 1 | 0             |               |               |  |  |            |            |            |  |  |        |        |  |
|  |                     | Bergisch Gladbach  | 1            | 3                  |   |               |               |               |  |  |            |            |            |  |  |        |        |  |
|  | FC Schalke 04       | Bergisch Gladbach  | 1            | 3                  | 0 | 0             |               |               |  |  |            |            |            |  |  |        |        |  |
|  | FC Schalke 04       |                    |              |                    | 0 | 0             |               |               |  |  |            |            |            |  |  |        |        |  |
|  | Bergisch Gladbach   | 9                  | 5            |                    |   |               |               |               |  |  |            |            |            |  |  |        |        |  |
|  | Bergisch Gladbach   | 9                  | 5            | Bergisch Gladbach  | 1 | 1             |               |               |  |  |            |            |            |  |  |        |        |  |
|  |                     |                    |              |                    |   |               |               |               |  |  |            |            |            |  |  |        |        |  |
|  |                     | KBC Duisburg       | 2            | 2                  |   |               |               |               |  |  |            |            |            |  |  |        |        |  |
|  | BFC Meteor 06       | KBC Duisburg       | 2            | 2                  | 0 | 1             |               |               |  |  |            |            |            |  |  |        |        |  |
|  | BFC Meteor 06       |                    |              |                    | 0 | 1             |               |               |  |  |            |            |            |  |  |        |        |  |
|  | KBC Duisburg        | 4                  | 5            |                    |   |               |               |               |  |  |            |            |            |  |  |        |        |  |
|  | KBC Duisburg        | 4                  | 5            | KBC Duisburg       | 7 | 2             |               |               |  |  |            |            |            |  |  |        |        |  |
|  |                     |                    |              | KBC Duisburg       | 7 | 2             |               |               |  |  |            |            |            |  |  |        |        |  |
|  |                     | SC Klinge Seckach  | 0            | 0                  |   |               |               |               |  |  |            |            |            |  |  |        |        |  |
|  | Polizei SV Bremen   | SC Klinge Seckach  | 0            | 0                  | 0 | 1             |               |               |  |  |            |            |            |  |  |        |        |  |
|  | Polizei SV Bremen   |                    |              |                    | 0 | 1             |               |               |  |  |            |            |            |  |  |        |        |  |
|  | SC Klinge Seckach   | 7                  | 5            |                    |   |               |               |               |  |  |            |            |            |  |  |        |        |  |
|  | SC Klinge Seckach   | 7                  | 5            | KBC Duisburg       | 1 |               |               |               |  |  |            |            |            |  |  |        |        |  |
|  |                     |                    |              |                    |   |               |               |               |  |  |            |            |            |  |  |        |        |  |
|  |                     | Bayern München     | 0            |                    |   |               |               |               |  |  |            |            |            |  |  |        |        |  |
|  | FSV Harburg         | Bayern München     | 0            | 1                  | 0 |               |               |               |  |  |            |            |            |  |  |        |        |  |
|  | FSV Harburg         |                    |              |                    | 0 |               |               |               |  |  |            |            |            |  |  |        |        |  |
|  | TuS Binzen          | 3                  | 4            |                    |   |               |               |               |  |  |            |            |            |  |  |        |        |  |
|  | TuS Binzen          | 3                  | 4            | TuS Binzen         | 1 | 0             |               |               |  |  |            |            |            |  |  |        |        |  |
|  |                     |                    |              | TuS Binzen         | 1 | 0             |               |               |  |  |            |            |            |  |  |        |        |  |
|  |                     | VfR 09 Saarbrücken | 1            | 2                  |   |               |               |               |  |  |            |            |            |  |  |        |        |  |
|  | Eintracht Stuttgart | VfR 09 Saarbrücken | 1            | 2                  | 1 | 2             |               |               |  |  |            |            |            |  |  |        |        |  |
|  | Eintracht Stuttgart |                    |              |                    | 1 | 2             |               |               |  |  |            |            |            |  |  |        |        |  |
|  | VfR 09 Saarbrücken  | 1                  | 8            |                    |   |               |               |               |  |  |            |            |            |  |  |        |        |  |
|  | VfR 09 Saarbrücken  | 1                  | 8            | VfR 09 Saarbrücken | 1 | 0             |               |               |  |  |            |            |            |  |  |        |        |  |
|  |                     |                    |              |                    |   |               |               |               |  |  |            |            |            |  |  |        |        |  |
|  |                     | Bayern München     | 4            | 12                 |   |               |               |               |  |  |            |            |            |  |  |        |        |  |
|  | TSV Wentorf         | Bayern München     | 4            | 12                 | 1 | 1             |               |               |  |  |            |            |            |  |  |        |        |  |
|  | TSV Wentorf         |                    |              |                    | 1 | 1             |               |               |  |  |            |            |            |  |  |        |        |  |
|  | TuS Ahrbach         | 0                  | 4            |                    |   |               |               |               |  |  |            |            |            |  |  |        |        |  |
|  | TuS Ahrbach         | 0                  | 4            | TuS Ahrbach        | 0 | 1             |               |               |  |  |            |            |            |  |  |        |        |  |
|  |                     |                    |              | TuS Ahrbach        | 0 | 1             |               |               |  |  |            |            |            |  |  |        |        |  |
|  |                     | Bayern München     | 1            | 3                  |   |               |               |               |  |  |            |            |            |  |  |        |        |  |
|  | Bayern München      | Bayern München     | 1            | 3                  | 5 | 1             |               |               |  |  |            |            |            |  |  |        |        |  |
|  | Bayern München      |                    |              |                    | 5 | 1             |               |               |  |  |            |            |            |  |  |        |        |  |
|  | TuS Niederkirchen   | 0                  | 0            |                    |   |               |               |               |  |  |            |            |            |  |  |        |        |  |

## Achtelfinale
Die jeweils erstgenannte Mannschaft hatte im Hinspiel Heimrecht. Die Hinspiele fanden am 16., die Rückspiele am 19. Mai 1985 statt.
|                        | Gesamt |                            | Hinspiel | Rückspiel |
| ---------------------- | ------ | -------------------------- | -------- | --------- |
| FC Schalke 04          | 00:14  | SSG 09 Bergisch Gladbach   | 0:9      | 0:5       |
| FSV Frankfurt          | 6:2    | VfL Wittekind Wildeshausen | 3:2      | 3:0       |
| BFC Meteor 06          | 1:9    | KBC Duisburg               | 0:4      | 1:5       |
| FC Bayern München      | 6:0    | TuS Niederkirchen          | 5:0      | 1:0       |
| TSV Wentorf            | 2:4    | TuS Ahrbach                | 1:0      | 1:4       |
| FSV Harburg            | 1:7    | TuS Binzen                 | 1:3      | 0:4       |
| SC Klinge Seckach      | 12:10  | Polizei SV Bremen          | 7:0      | 5:1       |
| SV Eintracht Stuttgart | 3:9    | VfR 09 Saarbrücken         | 1:1      | 2:8       |

## Viertelfinale
Die jeweils erstgenannte Mannschaft hatte im Hinspiel Heimrecht. Die Hinspiele fanden am 2., die Rückspiele am 6., 8. und 9. Juni 1985 statt.
|               | Gesamt |                          | Hinspiel | Rückspiel |
| ------------- | ------ | ------------------------ | -------- | --------- |
| TuS Binzen    | 1:3    | VfR 09 Saarbrücken       | 1:1      | 0:2       |
| KBC Duisburg  | 9:0    | SC Klinge Seckach        | 7:0      | 2:0       |
| FSV Frankfurt | 1:4    | SSG 09 Bergisch Gladbach | 1:1      | 0:3       |
| TuS Ahrbach   | 1:4    | FC Bayern München        | 0:1      | 1:3       |

## Halbfinale
Die jeweils erstgenannte Mannschaft hatte im Hinspiel Heimrecht. Die Hinspiele fanden am 15. und 16., die Rückspiele am 22. und 23. Juni 1985 statt.
|                          | Gesamt |                   | Hinspiel | Rückspiel |
| ------------------------ | ------ | ----------------- | -------- | --------- |
| VfR 09 Saarbrücken       | 01:16  | FC Bayern München | 1:4      | 00:12     |
| SSG 09 Bergisch Gladbach | 2:4    | KBC Duisburg      | 1:2      | 1:2       |

## Finale
| KBC Duisburg                                                | KBC Duisburg | Bayern München | Bayern München |
| ----------------------------------------------------------- | --- | --- | -------------- |
| KBC Duisburg                                                | \| 30. Juni 1985 in Duisburg (Stadion an der Westender Straße) \| \| Ergebnis: 1:0 (0:0) \| \| Zuschauer: 5.423 \| \| Schiedsrichter: Rainer Waltert (Paderborn) \|                                                                                 | \| 30. Juni 1985 in Duisburg (Stadion an der Westender Straße) \| \| Ergebnis: 1:0 (0:0) \| \| Zuschauer: 5.423 \| \| Schiedsrichter: Rainer Waltert (Paderborn) \|                                                                                         | Bayern München |
| KBC Duisburg                                                | Claudia Reichler – Elke Thulke – Rita de Koning, Jutta Dieckmann, Heike Patzel – Andrea Limper (62. Anja Klinkowski), Martina Schiffer, Monika Hohmann (79. Daniela Frey) – Martina Voss, Birgit Offermann, Cornelia Pohl Cheftrainer: Jürgen Krust | Gabi Hackenbuchner – Cornelia Doll – Christine Paul (80. Christiane Schmidt), Monika Schmidt, Mayer (80. Evi Wiertelotz) – Cayetana Braunwald, Luise Weiß, Karin Danner – Roswitha Bindl, Inge Mayerhofer, Rosi Eichenlaub Spielertrainerin:Inge Mayerhofer | Bayern München |
| KBC Duisburg                                                | 1:0 Anja Klinkowski (76.) | | Bayern München |
| KBC Duisburg                                                | Heike Patzel | Cornelia Doll | Bayern München |
| 30. Juni 1985 in Duisburg (Stadion an der Westender Straße) | | |                |
| Ergebnis: 1:0 (0:0)                                         | | |                |
| Zuschauer: 5.423                                            | | |                |
| Schiedsrichter: Rainer Waltert (Paderborn)                  | | |                |